# I Miss You (película)
I Miss You es un cortometraje brasileño de 2015 creado por el actor y director Paulo Leão .
Con una trayectoria internacional, I Miss You fue premiada en el en:International Open Film Festival, en Estados Unidos de América, además de recibir nominaciones en otros Festivales y de estar presente en plataformas de ''streaming''.  

## Sinopsis
Sólo a través de imágenes sugerentes y con el apoyo de la música homónimo de Snow Flake, la película I Miss You, habla de manera poética sobre el tema de la ' saudade '.  

## Lanzamiento
La película se estrenó en 2015 en Rusia, participando en la 'Selección Oficial' del Russian Film Festival . 

## Festivales y países
Selecciones oficiales :  
- Russian Film Festival - 2015 - Rusia
- Festival do Minuto - 2015 - En línea
- Barcelona Planet Film Festival - 2015 - España
- Miniature Film Festival Vermont - 2016 - Canadá
- All Lights Internacional Film Festival - 2016 - India
- TIF Video Challenge - 2016 - Chipre
- Festival Internacional de Cine de Ekurhuleni - 2016 - Sudáfrica
- International Open Fil Festival - 2016 - India
- Allucinema Fest Puebla - 2016 - México
- IndustryBOOST Competition - 2016 - EE. UU.
- Sony Kando Video Los Ángeles - 2018 - EE. UU.
- Shortverse - 2024 - En línea

## Premios, nominaciones y momentos destacados
| Año  | Otorgar                                  | Categoría       | Posición      | Resultado | Árbitro     |
| ---- | ---------------------------------------- | --------------- | ------------- | --------- | ----------- |
| 2016 | International Open Film Festival 2016    | Mejor Película  | Semifinalista | -         | [ 2 ]       |
| 2016 | International Open Film Festival EE. UU. | Premio al logro | Finalista     | Ganador   | [ 5 ] [ 6 ] |
| 2016 | Allucinema FestPuebla México             | Mejor Película  | Semifinalista | -         | [ 2 ]       |
| 2016 | IndustryBOOST Competition Estados Unidos | Mejor Película  | Finalista     | Nominado  | [ 2 ]       |